# Novara di Sicilia
Novara di Sicilia ist eine italienische Gemeinde der Metropolitanstadt Messina in der Autonomen Region Sizilien mit 1131 Einwohnern (Stand 31. Dezember 2023) ist Mitglied der Vereinigung I borghi più belli d’Italia (Die schönsten Orte Italiens).

## Lage und Daten
Novara di Sicilia liegt 68 km südwestlich von Messina. Die Einwohner arbeiten hauptsächlich in der Landwirtschaft und im Handwerk. 
Die Nachbargemeinden sind Fondachelli-Fantina, Francavilla di Sicilia, Mazzarrà Sant’Andrea, Rodì Milici und Tripi.

## Geschichte
Auf dem Gebiet von Novara die Sicilia wurden Reste vorgeschichtlichen Siedlungen gefunden, viele vorgeschichtliche Funde stammen auch aus der Höhle Riparo della Sperlinga. Der heutige Ort ist normannischen Ursprungs.

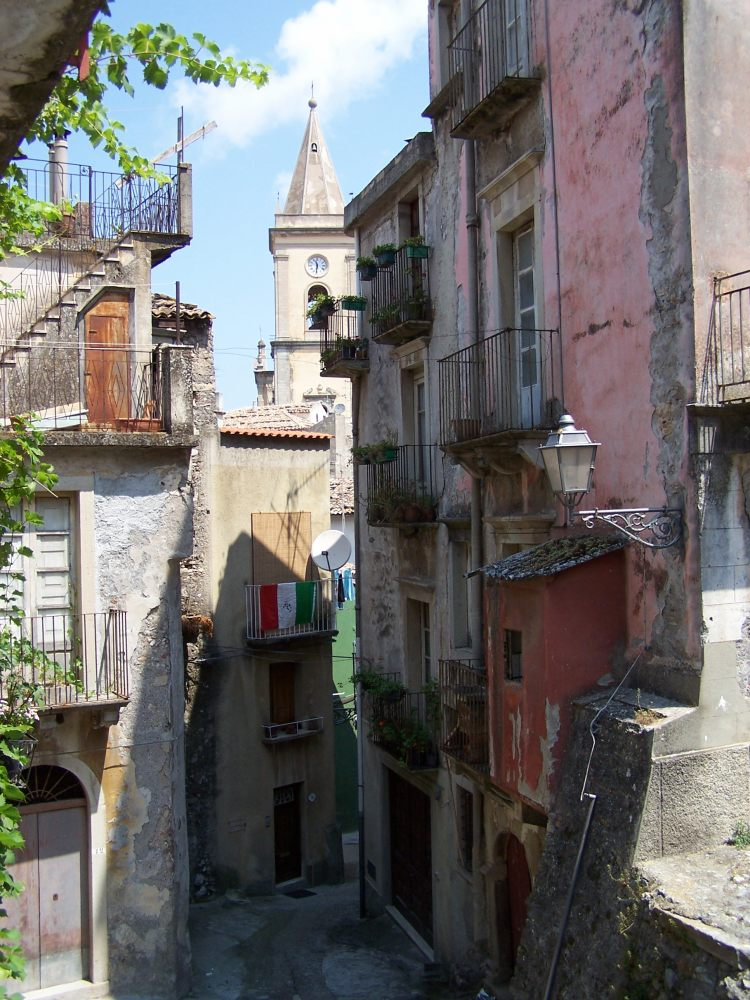
Novara

## Sehenswürdigkeiten

### Im Ort
- Oratorium des San Filippo Neri, erbaut 1610, heute das Rathaus
- Kirche San Giorgio aus dem 17. Jahrhundert
- Dom aus dem 17. Jahrhundert, im Inneren befinden sich 12 Altäre
- Kirche dell’Annumziata mit einer Marmorgruppe aus dem Jahre 1531

### In der Umgebung
- Grotte von Sperlinga (Riparo della Sperlinga)
- Aussicht vom Berg Rocca di Novara, von hier sieht man die Liparischen Inseln, den Ätna und die Umgebung

## Persönlichkeiten
- Giovanni Macchi (1871–1915), Offizier der Guardia di Finanza
- Franco Cucinotta (* 1952), Fußballspieler
- Giovanni Calabrese (* 1966), Ruderer